# Cleome christii
Cleome christii là một loài thực vật có hoa trong họ Màng màng. Loài này được Urb. mô tả khoa học đầu tiên năm 1907.